# 杨皇后 (吕隆)
楊皇后（?—?），后凉末代天王吕隆的天王后。咸宁三年（401年）二月，后凉建立者懿武帝吕光的侄儿吕隆、呂超兄弟，杀死吕光的儿子后凉灵帝吕纂，呂超拥立吕隆即位，吕隆立杨氏为皇后。楊皇后其后事迹不详，神鼎三年（403年）七月后凉灭亡，后秦弘始十八年（416年）吕隆被姚泓所杀。